# Zale cornix
Zale cornix là một loài bướm đêm trong họ Erebidae.